# Блэк, Дон
Дон Блэк (англ. Don Black; род. 21 июня 1938[…], Лондон) — английский поэт и драматург, комик. Писал и пишет стихи для мюзиклов, кино, просто песен. Работал с такими людьми как Джон Барри, Эндрю Ллойд Уэббер, Куинси Джонс, Джюль Стайн, Генри Манчини, Майкл Джексон, Элмер Бернстайн, Мишель Легран и Марвин Халмслич.

## Детство
Дон Блэк родился в Лондоне, он был младшим из пяти детей еврейских эмигрантов из России Морриса и Бетси Блэкстон.

## Начало карьеры
Он начал свою музыкальную карьеру офисным работником в музыкальном издательстве, а позже работал сонг-плаггером (продвигал песни того или иного исполнителя). Он также был комиком выступая в стиле стендап-комеди.
Был личным менеджером певца Мэтта Монро на протяжении многих лет, а также писал слова для его песен. К их числу относятся «Walk Away» (музыка: Удо Юргенса) и «For Mamma» (музыка: Шарль Азнавур).

## Работы в кино
Первый работой Блэка был текст для главной темы фильма о Джеймсе Бонде «Шаровая молния». Он также писал тексты для фильмов «Бриллианты остаются навсегда», «Человек с золотым пистолетом» в сотрудничестве с Джоном Барри и «Завтра не умрет никогда», «И целого мира мало» в сотрудничестве с Дэвидом Арнольдом.
С Джоном Барри Блэк написал песню для фильма «Рожденная свободной» (получивший Оскар «За лучшую песню года»). Также с Джоном были написаны песни для фильмов «Из Африки», «Танцы с волками». Кроме того, Блэк создал новый хит для Мэтт Монро. Песня была номинирована на «Грэмми», как «Лучшая песня 1967 года».
«On Days Like These» — песня из фильма «Ограбление по-итальянски» была написана Доном Блэком на музыку «Quincy Jones».
Песня Майкла Джексона «Ben» и певицы Лулу «To Sir, with Love», написанные Блэком, занимали первые места в музыкальных чартах США. Кроме того, он написал в соавторстве с Джимом Штейнманом сингл «Ничего святого», который исполнял Мит Лоуф.
Блэк также был номинирован на «Оскар» за песню «True Grit» в 1969 году, в 1972 году за «Ben», также был номинирован в 1974 году за песню «Wherever Love Takes Me» из фильма «Золото» и в 1976 году за песню «Come to Me» из кинокартины «Розовая пантера наносит новый удар».

## Мюзиклы
Блэк — автор таких мюзиклов, как «Билли», «Маленький принц и авиатор» (музыка: Джон Барри), «Bar Mitzvah Boy» (музыка: Джюль Стайн), Dear Anyone (музыка: Джефф Стивенс), Баджи (музыка: Морт Шуман) и несколько он написал вместе с Эндрю Ллойдом Уэббером — «Расскажи мне в воскресенье», «Аспекты любви», «Бульвар Сансет» (за сюжет Блэк получил «Тони»).
В 2002 году Дон работал с индийским композитором А. Р. Рахманом над мюзиклом «Бомбейские мечты». В 2004 году, сотрудничая с Кристофером Хэмптоном и Франком Уайлдхорном, написал мюзикл «Дракула», поставленный на Бродвее. Чуть позже он снова вернулся к сотрудничеству с Джоном Барри, они вместе создали мюзикл «Brighton Rock» по мотивам романа Грэма Грина, он дебютировал в Almeida Theatre в Лондоне в 2004 году. В 2006 году Блэк создал тексты для мюзикла по мотивам книги «Мальчик в перьях» Никки Сингера для National Theatre.

## Персональная жизнь
Дон Блэк живёт в Лондоне, с женой Ширли уже более 40 лет.
В 1993 году звукозаписывающая студия «Play It Again» выпустила «Born Free — песенник Дона Блэка», единственный на сегодняшний день альбом, который состоит исключительно из песен, автором или соавтором которых является Блэк.
В 2007 году лирик был введён в Зал славы поэтов-песенников.
17 августа 2008 года в театре London Palladium прошёл концерт «Лирика Дона Блэка». На нём исполнялись исключительно его песни. Вечер состоялся, и Майкл Паркинсон записал его для трансляции по BBC Radio 2, в список исполнения были включены две песни из нового мюзикла Блэка «Граф Монте-Кристо». В концерте участвовали: Ли Мид, Гарри Барлоу, Элки Брукс, Креиг Дэвид, Мария Фридман, Джо Лонгфорн, Лулу, Питер Грант, Раза Джэффри, Мэтт Рол, Райан Моллой, Марти Уэбб, Джонатан Анселл, Хейли Вестенра, Фил Кэмпбелл и Мика Париж. Певцы выступали в сопровождении Королевского филармонического оркестра под руководством Майка Диксона и дирижёров Мишель Леграна и Дэвида Арнольда.